# Der Mongole
Der Mongole (mongolisch: Монгол) ist ein russisch-mongolischer Film von Regisseur Sergei Bodrow aus dem Jahr 2007. In Deutschland lief er ab dem 7. August 2008 in den Kinos. Der Film wurde mit bis zu 1000 Statisten an Originalschauplätzen in Kasachstan und der Inneren Mongolei gedreht.

## Handlung
Der Film erzählt in Rückblicken von der Kindheit Temudschins, von dessen unverbrüchlicher, Sinn und Kraft gebender Liebe zu seiner erwählten, in widerliebenden, schönen und starken Frau, von seinem Glauben an den mongolischen Gott Tengri, seinem Erfolg als Führer mongolischer Stämme, seiner humanisierenden Reform der mongolischen Tradition und schließlich seinem Aufstieg zum Khan aller Mongolen, zu Dschingis Khan.
Im Sommer 1173 ist der neunjährige Temudschin mit seinem Vater Yesügai zu den Merkiten unterwegs. Yesügai ist der Anführer eines mongolischen Clans. Bei den Merkiten will Yesügai eine Braut für Temudschin suchen und auf diese Weise die verfeindeten Stämme versöhnen. Auf dem Weg zu den Merkiten macht Yesügai bei einem befreundeten Stamm Rast. Dort trifft Temudschin auf die zehnjährige, ein Jahr ältere Börte, die ihn, entgegen der mongolischen Tradition, zuerst grüßt, und sich ihm keck als geeignete Braut anbietet. Yesügai erlaubt seinem Sohn die Wahl Börtes als zukünftige Braut. Die Hochzeit soll in fünf Jahren gefeiert werden.
Auf dem Rückweg zu seinem Stamm gelingt es einem verfeindeten Stamm, seinen Vater zu vergiften, weil dieser, nach alter mongolischer Sitte, einen angebotenen Friedenstrank austrinkt, ohne ihn, wie geraten, vorkosten zu lassen. Der junge Krieger Targutai nutzt die Gelegenheit und ernennt sich selbst zum neuen Anführer. Er lässt Temudschin am Leben. Im nächsten Winter macht sich Temudschin zum heiligen Berg auf, um seinen Gott Tengri um Hilfe zu bitten, bleibt aber erschöpft im Schnee liegen. Der junge Jamukha findet und rettet ihn. Temudschin und Jamukha werden Blutsbrüder und Temudschin verbringt einige Zeit bei Jamukhas Clan. 
Nun aber taucht Targutai mit seinen Kriegern auf. Er erkennt Temudschin und nimmt ihn gefangen. In einem unbeobachteten Moment gelingt ihm jedoch die Flucht. Obwohl er mit einem Holzkragen gefesselt ist, schafft er es, sich zum heiligen Berg durchzuschlagen. Dort bittet er Tengri um Hilfe. Tengri erscheint ihm in Gestalt eines Wolfes und befreit ihn von den Fesseln.
Jahre später, im Jahr 1186. Temudschin ist erwachsen und ein Krieger (nun gespielt von Tadanobu Asano). Er wird erneut von Targutais Kriegern gefangen genommen und in ein hölzernes Joch gefesselt. Nachts schlägt er seinen Wächter mit dem Joch nieder und flieht. Boorchu befreit ihn und gibt ihm sein eigenes Pferd zur Flucht. Temudschin gelobt, diese Hilfe nie zu vergessen, so wie er auch die Hilfe eines alten Mannes, der ihm zu essen und zu trinken gab, nie vergessen und später statt dessen reich belohnen wird.
Temudschin erscheint im Lager von Börtes Clan und möchte seine ihm versprochene Braut holen. Die erwachsene Börte (nun gespielt von Khulan Chuluun) willigt in die Hochzeit ein. Temudschin und Börte reisen zum Lager von Temudschins Familie, wo die Hochzeitszeremonie durchgeführt wird. 
Nach einer kurzen Zeit des Glücks erscheinen die Merkiten und überfallen die beiden, wobei Temudschin mit einem Pfeil im Rücken auf dem Pferd entkommen kann, weil sich seine Braut den Feinden als Ersatzbeute für ihn opfert. Gleichzeitig wird sie angenommen als Rache dafür, dass Temudschins Vater vor vielen Jahren die Braut des Merkiten-Anführers geraubt hat. 
Temudschin wendet sich an seinen Blutsbruder Jamukha und bittet ihn um Hilfe bei der Befreiung Börtes. Jamukha willigt ein, allerdings soll die Befreiung erst im nächsten Jahr stattfinden.
Die Befreiung Börtes gelingt. Beide fallen sich überglücklich in die Arme. Im Vertrauen auf die Befreiung durch Temudschin hatte Börte bereits ihren Bewacher mit einem Messer getötet. Sie ist schwanger. Temudschin erkennt das ungeborene Kind als sein eigenes an. 
Das heimliche Aufbrechen Temudschins und seiner Leute am nächsten Morgen erzeugt erste Spannungen zwischen Jamukha und Temudschin, zumal sich zwei von Jamukhas besten Leuten Temudschin angeschlossen haben. Eine Konfrontation verläuft aber friedlich, schließlich hat jeder Mongole das Recht, sich seinen Khan selbst auszusuchen. Jamukhas leiblicher Bruder ist mit der Situation sehr unzufrieden und beschließt, Temudschins Pferde zu stehlen. Dabei wird er auf der Flucht von Temudschins Kriegern durch einen Pfeil in den Rücken getötet. Temudschin bricht mit der mongolischen Tradition, die es verlangt, den Kopf des Mörders als Wiedergutmachung zu Jamukha zu schicken, da sie nicht wissen konnten, wen sie da getötet hatten. Dies führt zur tragischen Feindschaft zwischen den beiden Blutsbrüdern, die - beide auf ihre Art - stets ihre Blutsbrüderschaft achten werden.
Targutai gelingt es, Jamukha zum offenen Kampf gegen Temudschin zu überreden. Gemeinsam verfolgen sie Temudschins Leute. Als Temudschin eingeholt wird, bricht er erneut mit den mongolischen Bräuchen. Er lässt nicht die Familien zurück, um seine Krieger zu retten, sondern ermöglicht den Familien die Flucht, indem er sich selbst mit seinen Kriegern zum Kampf gegen die zahlenmäßig überlegenen Truppen von Targutai und Jamukha stellt. Temudschin wird überwältigt und von Jamukha in die Sklaverei verkauft.
1192, im Jahr der schwarzen Ratte. Temudschin wird im weit entfernten Reich der Tanguten in einem Käfig gehalten, weil dem Statthalter, seinem Käufer, von einem alten buddhistischen Mönch geweissagt wurde, dass dieser Mann eines Tages mit den Mongolenhorden sein Reich vernichten werde. Später bittet der alte Mönch Temudschin um Gnade für sein Kloster, und Temudschin bittet ihn seinerseits, in die Mongolei zu reisen und seinen Glücksknochen Börte als Lebenszeichen zu überbringen. Der alte Mönch nimmt die weite Reise durch Steppen und Wüsten auf sich, stirbt aber kurz vor dem Ziel an Erschöpfung. Einer Ahnung folgend sucht Börte den Toten auf. Sie findet den Talisman und beschließt, Temudschin zu befreien. Sie schließt sich einer Karawane an, die sie und ihren Sohn aus der Wüste rettet, und wird, notgedrungen, die wohlhabende Frau des Kaufmanns und Sklavenhändlers, der zuvor Temudschin verkauft hatte, nun die Karawane führt und sich so bezahlen lässt. Es gelingt ihr, Temudschin zu finden und zu befreien, indem sie dessen Gefängniswärter besticht, und diese, als sie noch mehr Geld erpressen wollen, mit einem Messer zum Hals zur Herausgabe des Schlüssels zwingt. Temudschin und Börte reisen zurück in die Mongolei. Auch Börtes zweites Kind erkennt Temudschin als seines an.
Wieder reist Temudschin nun zum heiligen Berg. Dort erscheint ihm erneut Tengri in der Gestalt des Wolfes und er beschließt, die mongolischen Stämme zu vereinen, und allen Mongolen ein neues Gesetz zu geben.
Es ist das Jahr 1196, die Armeen von Temudschin und Jamukha stehen sich gegenüber. Vorher bittet Temudschin Tengri bei dem Kampf gegen die zahlenmäßig überlegenen Truppen Jamukhas um Hilfe. Und tatsächlich zieht während des Kampfes ein Gewitter auf. Die Mongolen haben Angst vor dem Gewitter und verstecken sich unter ihren Schilden. Temudschin aber reitet unbeeindruckt über das Schlachtfeld. So können die verängstigten Truppen Jamukhas geschlagen werden. Jamukha wird lebend gefasst und rechnet damit, getötet zu werden. Temudschin aber verzeiht ihm und entlässt seinen Blutsbruder und - tragisch - "seinen Gegner" mit einem Pferd in die Freiheit. Die besiegten Krieger unterwerfen sich ihm, denn man weiß: er ist zu allen fair, selbst bescheiden, und vergisst nie jemanden, der ihm loyal geholfen hat, während umgekehrt jeder Treuebruch, insbesondere gegenüber dem "Khan", unbarmherzig bestraft wird. Und so wird er zum Khan aller Mongolen, zu Dschingis Khan, dem es gelingt, die traditionellen, feindseligen Konflikte zwischen den Stämmen zu beenden und sie untereinander zu befrieden und zu vereinen, um so die Grundlage für das mächtige, mongolische Reich zu legen.
Der Film endet damit, dass Temudschins kleiner Sohn seinen Vater erinnert, sich, entsprechend der mongolischen Tradition, eine Frau aussuchen zu dürfen. Temudschin verspricht ihm dies. In diesem Augenblick treffen sie auf Börte. "Schau", sagt Temudschin zu seinem Sohn, "wie gut ich meine Frau ausgesucht habe!" Darauf Börte, lächelnd: "Ich habe dich ausgesucht." "Stimmt." sagt Temudschin, lachend, nach einem Moment des Innehaltens und Staunens über diese Umkehr der alten Sitte. Es wird deutlich, was Temudschin in seinem gefährlichen und oft aussichtslosen Leben mutig bleiben ließ: seine Liebe zu Börte, einer ebenso schönen wie starken, unerschütterlich treuen Frau; aber auch sein Glaube an Tengri und die von ihm auf Anregung Börtes als Gesetzgeber humanisierte, mongolische Tradition: Es sollen nach Temudschins neuem Gesetz, wie vor Tengri gelobt, im Krieg keine Frauen und Kinder mehr getötet werden. Beides, die Liebe von und zu Börte, und die mongolische Religion und Tradition sowie deren Reform, erscheinen so als die eigentlichen Themen des Films.
Im Nachspann wird berichtet, dass er, wie vom Mönch prophezeit, das Reich der Tanguten, in dem man ihn viele Jahre aus Furcht im Käfig hielt, dem Erdboden gleich machte; nur das Kloster des Buddhisten verschonte er.

## Kritiken
Ulrike Schröder schrieb in der TV Digital vom 25. Juli 2008 (Ausgabe 16), dass der Film ein packender Mix aus Fakten und Legenden sei und den berüchtigten Kriegsherrn als charismatischen Visionär und klugen Strategen zeige, ohne diesen jedoch zu verklären. Wem das Ende zu abrupt erscheine, der müsse Geduld haben, da eine Trilogie geplant sei und somit eine Fortsetzung folgen werde.
Die verbleibenden Teile hatte Bodrow nach Problemen bei der Arbeit am ersten Film zuerst verworfen, bevor er beide Drehbücher zu einem namens The Great Khan zusammenfasste. Die Veröffentlichung des Projektes war ursprünglich für das Jahr 2010 geplant. Sie wurde jedoch mehrfach verschoben und die Arbeiten im November 2010 ohne Aussicht auf Wiederaufnahme eingestellt.

## Auszeichnungen
Der Mongole wurde für den Auslands-Oscar 2008 nominiert. Im selben Jahr erhielt der Film eine Nominierung für den Europäischen Filmpreis 2008 in den Kategorien Beste Kamera und für den Europäischen Publikumspreis.